# Джэксон (округ, Арканзас)
Джэ́ксон (англ. Jackson County) — округ, расположенный в штате Арканзас, США, с населением в 18 418 человек по статистическим данным переписи 2000 года. Столица округа находится в городе Ньюпорт.
Округ был образован 5 ноября 1829 года, став 23-м по счёту округом Арканзаса и получил своё название в честь седьмого президента США Эндрю Джексона, во время нахождения на посту которого Арканзас вошёл в состав Соединённых Штатов.

## География
По данным Бюро переписи населения США округ Джэксон имеет общую площадь в 1660 квадратных километров, из которых 1642 кв. километра занимает земля и 21 кв. километр — вода. Площадь водных ресурсов округа составляет 1,23 % от всей его площади.

### Соседние округа
- Лоренс — север
- Крейгхед — северо-восток
- Пойнсетт — восток
- Кросс — юго-восток
- Вудрафф — юг
- Уайт — юго-запад
- Индепенденс — запад

## Демография

Диаграмма распределения населения округа по возрастным диапазонам. Данные переписи населения 2000 года

По данным переписи населения 2000 года в округе проживало 18 418 человек, 4 830 семей, насчитывалось 6 971 домашних хозяйств и 7 956 жилых домов. Средняя плотность населения составляла 11 человек на один квадратный километр. Расовый состав округа по данным переписи распределился следующим образом: 80,57 % белых, 17,56 % чёрных или афроамериканцев, 0,33 % коренных американцев, 0,18 % азиатов, 0,01 % выходцев с тихоокеанских островов, 0,95 % смешанных рас, 0,40 % — других народностей. Испано- и латиноамериканцы составили 1,27 % от всех жителей округа.
Из 6 971 домашних хозяйств в 27,70 % — воспитывали детей в возрасте до 18 лет, 52,20 % представляли собой совместно проживающие супружеские пары, в 13,10 % семей женщины проживали без мужей, 30,70 % не имели семей. 27,90 % от общего числа семей на момент переписи жили самостоятельно, при этом 14,40 % составили одинокие пожилые люди в возрасте 65 лет и старше. Средний размер домашнего хозяйства составил 2,40 человек, а средний размер семьи — 2,92 человек.
Население округа по возрастному диапазону по данным переписи 2000 года распределилось следующим образом: 22,20 % — жители младше 18 лет, 11,50 % — между 18 и 24 годами, 26,00 % — от 25 до 44 лет, 23,80 % — от 45 до 64 лет и 16,50 % — в возрасте 65 лет и старше. Средний возраст жителей округа составил 38 лет. На каждые 100 женщин в округе приходилось 91,20 мужчин, при этом на каждых сто женщин 18 лет и старше приходилось 87,80 мужчин также старше 18 лет.
Средний доход на одно домашнее хозяйство в округе составил 25 081 долларов США, а средний доход на одну семью в округе — 32 661 долларов. При этом мужчины имели средний доход в 26 744 долларов США в год против 17 830 долларов США среднегодового дохода у женщин. Доход на душу населения в округе составил 14 564 долларов США в год. 13,20 % от всего числа семей в округе и 17,40 % от всей численности населения находилось на момент переписи населения за чертой бедности, при этом 25,00 % из них были моложе 18 лет и 16,70 % — в возрасте 65 лет и старше.

## Главные автодороги
- US 67
- AR 14
- AR 17
- AR 18
- AR 33
- AR 37
- AR 42
- AR 69
- AR 87

## Населённые пункты
- Амагон
- Бидевилл
- Кэмпбелл-Стейшн
- Диас
- Граббс
- Джексонпорт
- Ньюпорт
- Свифтон
- Такерман
- Тьюпело
- Уэлдон